# Galicyjska Socjalistyczna Republika Rad
Galicyjska Socjalistyczna Republika Rad (ukr. Галицька Соціалістична Радянська Республіка, jid. גאליציאנער סאציאליסטישע רעפובליק פון סאוועטן, galitsyaner satsyalistishe refublik fun savetn) – krótko istniejące państwo marionetkowe, powołane przez bolszewików podczas wojny polsko-bolszewickiej w 1920 roku.

## Historia
Jej powstanie proklamował 15 lipca 1920 roku w Kijowie Galicyjski Komitet Rewolucyjny, który stanowił rząd GSRR. Jego przewodniczącym był ukraiński komunista Wołodymyr Zatonskyj, w skład Galrewkomu wchodzili ponadto Mychajło Baran (zastępca przewodniczącego), Mychajło Łewyckyj, Kazimierz Łytwynowycz i Iwan Nemołowskyj. Po wkroczeniu 22 lipca 1920 oddziałów Armii Czerwonej na teren Galicji Wschodniej, 1 sierpnia 1920 Galrewkom przeniósł swą siedzibę do Tarnopola i tego samego dnia wydał dekret O ustanowieniu władzy sowieckiej w Galicji. Galrewkom próbował organizować administrację sowiecką na terenach okupowanych. Językami urzędowymi oprócz ukraińskiego były polski i jidysz.
15 września 1920 wobec kontrofensywy Wojska Polskiego i Armii URL po Bitwie Warszawskiej i rozbiciu 1 Armii Konnej Budionnego w bitwie pod Komarowem Galrewkom opuścił Tarnopol, zaś 21 września GSRR przestała istnieć. Nie była stroną negocjacji traktatu ryskiego.